# Préfecture de Meknès
La préfecture de Meknès est une subdivision à dominante urbaine de la région marocaine de Fès-Meknès. Elle englobe depuis 2003 les anciennes préfectures de Meknès-El Menzeh et d'Al Ismaïlia. Le chef-lieu de la préfecture est la ville de Meknès.

## Démographie de la préfecture
| 608 441                                                 | 713 609 | 835 695 | 942 945 |
| 1994, 2004 : recensement officiel ; 2012 : calculation. |         |         |         |

## Découpage administratif
| Nom                         | Type           | Foyers  | Population (2014) | Population étrangère | Population marocaine | Notes                                                                     |
| --------------------------- | -------------- | ------- | ----------------- | -------------------- | -------------------- | ------------------------------------------------------------------------- |
| Meknès                      | Municipalité   | 126 319 | 520 428           | 1 132                | 519 296              |                                                                           |
| Al Machouar - Stinia        | Municipalité   | 1 264   | 4 664             | 11                   | 4 653                |                                                                           |
| Moulay Idriss Zerhoun       | Municipalité   | 3 022   | 11 615            | 12                   | 11 603               |                                                                           |
| Ouislane                    | Municipalité   | 19 562  | 87 910            | 30                   | 87 880               |                                                                           |
| Boufakrane                  | Municipalité   | 2 902   | 12 941            | 15                   | 12 926               |                                                                           |
| Toulal                      | Municipalité   | 4 434   | 19 077            | 19                   | 19 058               |                                                                           |
| Oualili (Volubilis)         | Commune rurale | 2 156   | 9 735             | 1                    | 9 734                |                                                                           |
| M'Rhassiyine                | Commune rurale | 1 835   | 8 001             | 1                    | 8 000                |                                                                           |
| Sidi Abdallah Al Khayat     | Commune rurale | 1 948   | 11 227            | 0                    | 11 227               |                                                                           |
| Charqaoua                   | Commune rurale | 909     | 5 526             | 0                    | 5 540                |                                                                           |
| N'Zalat Bni Amar            | Commune rurale | 1 932   | 8 350             | 1                    | 8 349                |                                                                           |
| Dkhissa                     | Commune rurale | 4 143   | 19 908            | 12                   | 19 886               |                                                                           |
| Oued Jdida                  | Commune rurale | 2 270   | 19 935            | 2                    | 19 936               |                                                                           |
| M'Haya                      | Commune rurale | 4 875   | 26 395            | 9                    | 26 386               |                                                                           |
| Majjate                     | Commune rurale | 1 918   | 9 074             | 1                    | 9 073                |                                                                           |
| Sidi Slimane Moul Al Kifane | Commune rurale | 4 146   | 19 151            | 8                    | 19 143               | 6 508 habitants dans le village Haj Kaddour                               |
| Ain Orma                    | Commune rurale | 798     | 7 495             | 1                    | 7 494                |                                                                           |
| Dar Oum Soltane             | Commune rurale | 1 126   | 8 840             | 4                    | 8 836                |                                                                           |
| Ait Ouallal                 | Commune rurale | 1 201   | 5 330             | 6                    | 5 324                |                                                                           |
| Ain Jemaa                   | Commune rurale | 2 531   | 15 265            | 3                    | 15 262               | 2 489 habitants dans le village Ain Jemaa,12 776 habitants en zone rurale |
| Ain Karma-Oued Rommane      | Commune rurale | 2 663   | 13 828            | 1                    | 13 827               | 4 920 habitants dans le village Ain Karma, 8 908 habitants en zone rurale |